# Afrolimnophila antimenoides
Afrolimnophila antimenoides är en tvåvingeart som först beskrevs av Alexander 1956.  Afrolimnophila antimenoides ingår i släktet Afrolimnophila och familjen småharkrankar.
Artens utbredningsområde är Uganda. Inga underarter finns listade i Catalogue of Life.